# Philippe Costamagna
Philippe Costamagna, né à Nice le 14 mars 1959, est conservateur de musée et docteur en histoire de l'art.
Directeur du Palais Fesch - Musée des Beaux-Arts depuis avril 2006, il est également conservateur des musées de la Ville d'Ajaccio.
Il est un attributionniste - autrement dit « un œil ». Il fait partie de ces historiens de l'art à être capable de reconnaître la main d'un artiste dont les peintures et les dessins sont mal attribués.

## Biographie

### Formation
Philippe Costamagna étudie à l'École du Louvre où il consacre sa thèse de troisième cycle aux portraits florentins du début du XVIe siècle en 1986. Il rejoint ensuite les bancs de l'Université Paris IV-Sorbonne et fait du peintre italien maniériste Jacopo da Pontormo, le sujet de recherche de sa thèse de doctorat, soutenue en 1994.
Spécialiste de la peinture italienne et particulièrement de la Renaissance florentine, il obtient plusieurs bourses d'études qui lui permettent de nourrir son parcours universitaire d'expériences à l'étranger. Il étudie d'abord l'histoire de l'art en Italie, à Florence grâce à la bourse de la Fondazione di Storia dell'Arte Roberto Longhi en 1983, puis à l'École Française de Rome en 1998. L'année suivante, il rejoint les murs de la villa Tatti, siège du Centre d'Histoire de l'Art de la Renaissance Italienne de l'Université d'Harvard.

### Carrière universitaire
En 1994, il entre dans le monde de l'enseignement en devenant chargé de cours à l'École du Louvre pour quatre ans. L'année suivante, il dispense un cours de spécialisation sur les dessins et les estampes de Francesco Salviati et l'époque de Pontormo à l'université de Florence, jusqu'en 1998. En 1999, il organise un séminaire consacré au portrait florentin au XVIe siècle à la Fondazione di Storia dell'Arte Roberto Longhi.
Philippe Costamagna a également bâti sa reconnaissance en tant que spécialiste du maniérisme, notamment du peintre toscan Pontormo, à travers ses ouvrages. Dès 1994, il est l'auteur d'un catalogue consacré à l'oeuvre de Pontormo. Deux ans plus tard, il publie un ouvrage sur le maniérisme.
Il écrit de nombreux articles auprès de revues spécialisées en histoire de l'art, tant françaises comme Revue de l'Art, Cahiers d'Histoire d'Art ou La revue des musées du Louvre et de France, qu'étrangères comme Paragone, Nuovi Studi. Rivista di Arte Antica e Moderna ou encore Master Drawings,,,,,.
Il a également participé à l'élaboration de plusieurs expositions en France comme à l'étranger. Il se consacre notamment à l'exposition « Francesco Salviati et la Bella maniera » au musée du Louvre et à la Villa Médicis en 1998, à « Raphael, Cellini and a Renaissance Banker. The Patronage of Bindo Altoviti » au musée Isabella-Stewart-Gardner à Boston en 2004, et à « Plaisir de France » au musée national d'art d'Azerbaïdjan situé à Bakou, en 2012,,.

### Son activité d' «œil»

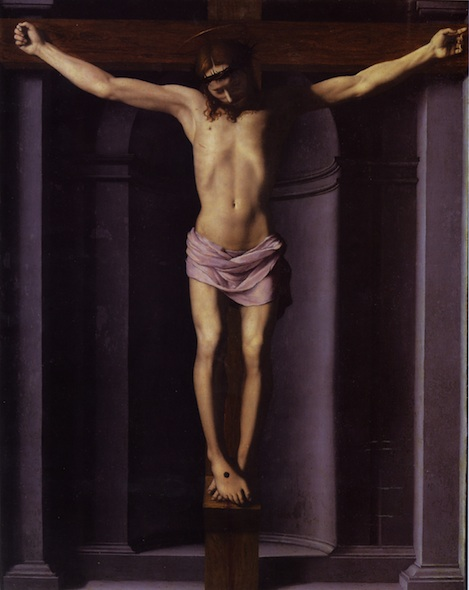
Bronzino, Christ en croix, vers 1540.

Il fait partie de ces historiens d'art à être capable d'authentifier une peinture non attribuée. Ils sont communément appelées « œils »,,,.
En tant qu'attributionniste, certaines découvertes peuvent être mises à son actif,.
En 2005, il retrouve le Christ en croix de Bronzino, oublié dans les collections du musée des Beaux-Arts de Nice. Il a également reconnu l'œuvre de Giorgio Vasari sur une peinture représentant Saint-Jérôme dans la sacristie de l'église de Vico,.
En 2016, il retrace son parcours et les multiples facettes de ce métier atypique dans un essai intitulé Histoires d'œil,. Grâce à cet ouvrage traduit en italien, en anglais, et en coréen, Philippe Costamagna devient lauréat du Grand Prix du Mémorial en 2017,,.
La même année, il consacre un séminaire sur l'« œil » à Florence, une nouvelle fois à la Fondazione di Storia dell'Arte Roberto Longhi.

### Direction du Palais Fesch - Musée des Beaux-Arts à Ajaccio
Nommé à la tête du musée Fesch d'Ajaccio en 2006, il œuvre à la rénovation, la restructuration du bâtiment, la restauration et le déploiement des collections,. Rebaptisé palais Fesch - musée des Beaux-Arts, l'établissement rouvre ses portes en juin 2010,.
Fort d'abriter la deuxième collection de peintures italiennes de France après celle du Musée du Louvre, Philippe Costamagna s'engage à exploiter le potentiel de ce lieu culturel. Dès 2011, il annonce une action qui conciliera la nécessité d'élargissement des publics et l'exigence de travailler au rayonnement national et international du musée à travers une recherche scientifique reconnue,.
En partenariat avec l'Institut national d'histoire de l'art, le Palais Fesch lance un programme de recherche sur les collections formées par le cardinal Fesch. Depuis 2021, les résultats de cet inventaire sont mis en ligne sur la base de données « AGORHA ». Porté par le musée et l'Institut national d'histoire de l'art, il participe également à la création du prix du Livre d'Art,,. Depuis la première édition en 2020, il en est le vice-président.
Cette ambition de qualité et de reconnaissance s'illustre aussi dans une politique d'expositions remarquée. Friand d'éclectisme, il fait régulièrement appel à l'art contemporain, en partenariat avec le Fonds Régional d'Art Contemporain Corse, ainsi que Andres Serrano ou encore Laurent Grasso pour offrir une mise en scène iconoclaste et inédite des collections de l'établissement, dans le cadre d'expositions comme « Andres Serrano »en 2014 ou « Para Museum »en 2016,. La première d'entre elles a d'ailleurs suscité une certaine controverse dans l'opinion publique locale,.
En 2011, l'exposition « Florence au Grand Siècle : entre peinture et littérature », tout comme celle baptisée « La peinture en Lombardie au XVIIe siècle » en 2014, ou encore « Rencontres à Venise », consacrée à l'art vénitien du XVIIe siècle en 2018, sont trois réalisations inédites en France,,,. Plus récemment, à l'occasion du bicentenaire de la mort de Napoléon Ier, celle intitulée « Napoléon, Légendes » est remarquée,.
Outre le développement d'un service pédagogique à destination des enfants et des adolescents, notamment par des activités diversifiées, l'établissement cherche à mettre en valeur le travail artistique de jeunes talents, comme c'est le cas de l'exposition « Iconic Napo » dont les douze portraits de l'Empereur ont été repensés et conçus par des élèves de lycée professionnel entre 2019 et 2021.
Sa politique à destination des personnes en situation de fragilité sociale et économique, notamment la mise en place de la gratuité pour l'ensemble des publics « hors les murs », isolés comme empêchés, a été également récompensée par le troisième prix « Osez le musée » en 2019. Son investissement dans les outils numériques au service de la démocratisation culturelle, notamment le site Internet et l'application « Musée Fesch », y a été salué.

### Ouvrages
- Pontormo. Catalogue raisonné de l'oeuvre peint, Paris, éditions Gallimard, 1994, 384 p.  (ISBN 978-2-07-015017-5)
- Pontormo. L'opera completa, Milan, Electa, 1994, 385 p.  (ISBN 978-8843547661)
- Le Maniérisme, Paris, Centre National de Documentation Pédagogique, 1996, 75 p.  (ISBN 2-240-00406-1)
- Master Drawings from the Louvre and National Museums in Paris, Tokyo, 1996
- Francesco Salviati, Paris, Syseca, 1998 (avec Catherine Monbeig Goguel)
- Francesco Salviati. Affreschi romani, Milan, Electa, 1998 (avec Anna Coliva)
- Francesco Salviati et la bella maniera, École Française de Rome, Rome, 2001 (avec Michel Hochmann et Catherine Monbeig Goguel), 740 p.  (ISBN 2728306273)
- « Disegno, giudizio e bella maniera ». Studi sul disegno italiano in onore di Catherine Monbeig Goguel, Milan, Silvana Editoriale, 2005 (avec Florian Härb et Simonetta Prosperi Valenti Rodino), 277 p.  (ISBN 8882159086)
- La collection d'art italien du cardinal Fesch : prédécesseurs, modèles et concurrents, (Actes du colloque, Ajaccio, 2005), Musée Fesch - Ville d'Ajaccio, Ajaccio, 2006  (ISBN 2-913043-08-9)
- La peinture de genre au temps du cardinal Fesch (Actes du colloque, Ajaccio, 2007), Musée Fesch - Ville d'Ajaccio, Ajaccio, 2008, 206 p. (avec Olivier Bonfait)  (ISBN 2913043216)
- Histoire d'oeils, Paris, éditions Grasset, 2016, 272 p.  (ISBN 2246816718 et 978-2246802754)
- Les goûts de Napoléon, Paris, éditions Grasset, 2021, 304 p.  (ISBN 978-2246816713)

### Décorations
- Officier de l'ordre des Arts et des Lettres en 2010[54]